# Julia Trompeter

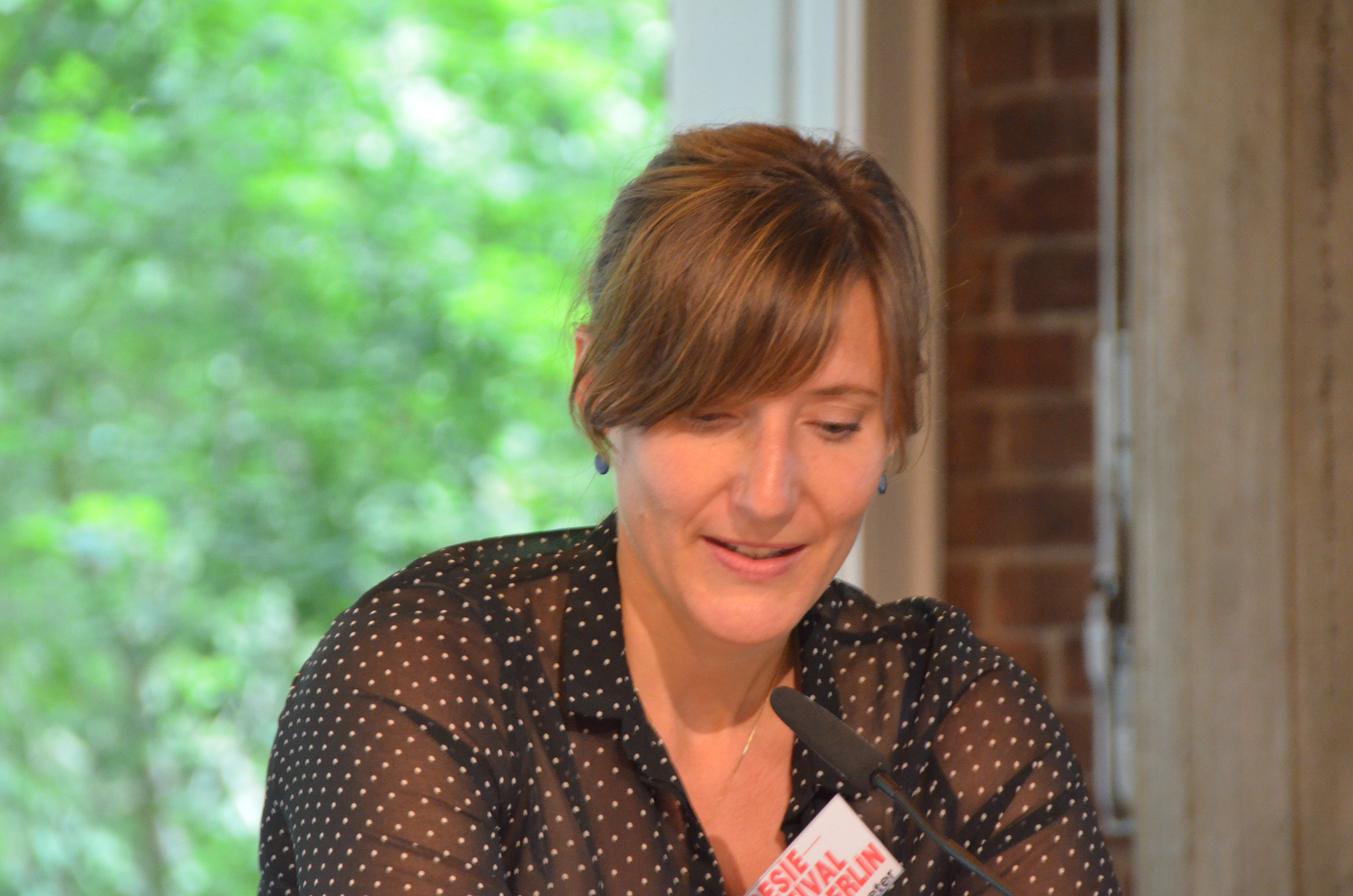
Julia Trompeter liest auf dem Lyrikmarkt in Berlin 2015

Julia Trompeter (* 1980 in Siegburg) ist eine deutsche Philosophiehistorikerin und Schriftstellerin. Sie veröffentlichte Lyrikbände und Romane.

## Leben und Werk
Julia Trompeter studierte in Köln und Berlin Philosophie, Germanistik sowie Klassische Philologie und wurde 2013 in Bochum zum Thema Psychologische und physiologische Aspekte der Tripartition der Seele bei Platon und Galen bei James Wilberding promoviert. Von 2008 bis 2011 war sie als wissenschaftliche Mitarbeiterin am Institut für Griechische und Lateinische Philologie der Freien Universität Berlin, von 2011 bis 2016 als wissenschaftliche Mitarbeiterin am Institut für Philosophie II: Philosophie der Antike und des Mittelalters der Ruhr-Universität Bochum tätig. Bis 2020 arbeitete sie als Postdoktorandin an der Universität Utrecht. Sie lebt heute mit ihrer Familie in Berlin.
Julia Trompeter wurde zunächst durch Lyrik-Performances bekannt. Seit 2009 tritt sie gemeinsam mit Xaver Römer unter dem Titel Sprechduette auf. Der 2014 erschienene erste Roman Die Mittlerin, der von der Frankfurter Rundschau als zauberhafter Antischmöker gelobt wurde, wurde von der Kunststiftung NRW gefördert. Das 2016 erschienene Gedichtbuch Zum Begreifen nah fand ebenfalls ein positives Echo und wurde unter anderem in der Zeit besprochen. Dem zweiten Roman, Frühling in Utrecht, ist das Motto Davon zuversichtlich später von Robert Walser vorangestellt. Trompeter hat Interpretationen zur Frankfurter Anthologie der FAZ beigesteuert. Sie arbeitet zudem als freie Literaturkritikerin für den WDR.

## Einzeltitel

### Die Mittlerin
In dem Roman bekommt die Protagonistin von einer Literaturagentin den Auftrag, einen Roman zu schreiben, hat jedoch nichts, was sie erzählen will. Während des Schreibprozesses geschehen vor ihrem inneren Auge absurde Ereignisse. Dabei wird sie von den Geistesgrößen Thomas Bernhard, Aristoteles und der „Mittlerin“, welche auftaucht, um zwischen den Figuren zu vermitteln, begleitet. Auch in der realen Welt wird die Protagonistin nicht in Ruhe gelassen. Auf dem Weg zu sich selbst begegnet sie Oskar, Bear und Köfte-Belmondo, und durchlebt dabei rege Auseinandersetzungen mit der literarischen Tradition.
Die Rezensionen zu ihrem ersten Roman loben Trompeter für ihren „sanften Erzählton, der Humor aufweist“ (Thomas Linden, Kölnische Rundschau) und ihren „sprachgewaltigen, vielschichtigen Roman, von dem man sich vor allem wünscht, die Geschichte möge bitte nicht zu Ende gehen“ (Renate Naber, WDR 5 Bücher).

### Zum Begreifen nah
In der Sammlung von Gedichten beschreibt Trompeter in verspielter und neugieriger Art und Weise Empfindungen, Träume und Vorstellungen von Liebe, Küssen, Landschaften und vom Leben im Alltag und in Lektüren. Dabei verwischt sie geschickt die Grenzen davon, was Inhalt eines Gedichts sein kann.
Sie erntet Lob, z. B. für „ihre Beobachtungsgabe, sprachschöpferische Lust und Musikalität“ (Hubert Spiegel bei der Laudatio zum Düsseldorfer PoesieDebütPreis) und „geistreiche, witzige“ Gedichte (Gallus Frei-Tomic, literaturblatt.ch).

### Frühling in Utrecht
Die Protagonistin Klara zieht überstürzt von Berlin nach Utrecht in den Niederlanden, um dort als Kneipenwirtin ihre gescheiterte Beziehung und Karriere hinter sich zu lassen. Sie hält die verwirrenden Erlebnisse ihrer persönlichen Flucht in einem „dagboek “ fest. Um ihre Erinnerungen zu bewältigen und ihre Selbstbestimmung zu finden, stellt sich Klara ihrer Vergangenheit. Sie muss aber feststellen, dass sie nur Geborgenheit bei sich selbst finden kann, wenn sie sich ihre eigene Freiheit erobert.
Trompeter wird dafür gelobt, dass sie es schafft auf poetische Art und Weise „ihre Erfahrung als Deutsche in Holland mit dem Philosophieren über Freiheiten und Unterschiede der Sprache(n)“ zum Ausdruck zu bringen (Maike Schiller, Hamburger Abendblatt) und ein „lebhaftes Bild der Niederlande zu zeichnen“ (Marlene Knörr, Medienprofile).

## Literarische Werke
- Die Mittlerin. Roman. Schöffling & Co., Frankfurt am Main 2014, ISBN 978-3-89561-635-8.
- Zum Begreifen nah. Gedichte. Schöffling & Co., Frankfurt am Main 2016, ISBN 978-3-89561-636-5.

- Frühling in Utrecht. Roman. Schöffling & Co., Frankfurt am Main 2019, ISBN 978-3-89561-637-2.
- Versprengtes Herz. Gedichte. Schöffling & Co, Frankfurt am Main 2023, ISBN 978-3-89561-638-9.

## Wissenschaftliche Werke
- Psychologische und physiologische Aspekte der Tripartition der Seele bei Platon und Galen. Diss. Ruhr-Universität Bochum, 2015, (online).
- Galen on ethics and human nature (= Philosophia antiqua, 174). Brill, Leiden 2025, ISBN 9789004727809.

## Förderungen und Auszeichnungen
(Quelle: )
- 2010 Finalistin beim Open Mike
- 2012 Rolf-Dieter-Brinkmann-Stipendium
- 2013 Förderung der Kunststiftung NRW
- 2014 Förderpreis des Landes Nordrhein-Westfalen für junge Künstlerinnen und Künstler
- 2015 Aufenthaltsstipendium des Literarischen Colloquium Berlin
- 2016 Poesie-Debüt-Preis Düsseldorf für den Gedichtband Zum Begreifen nah[16]
- 2019 Förderung der Kunststiftung NRW
- 2019 Aufenthaltsstipendium im One-Man-House der Raketenstation Hombroich
- 2020 Projektförderung der Kunststiftung NRW
- 2020 Shortlist für den Literaturpreis „Text & Sprache 2020“